# Echinopsis calorubra
Echinopsis calorubra är en kaktusväxtart som beskrevs av Martín Cárdenas Hermosa. Echinopsis calorubra ingår i släktet Echinopsis och familjen kaktusväxter. Inga underarter finns listade i Catalogue of Life.

## Bildgalleri

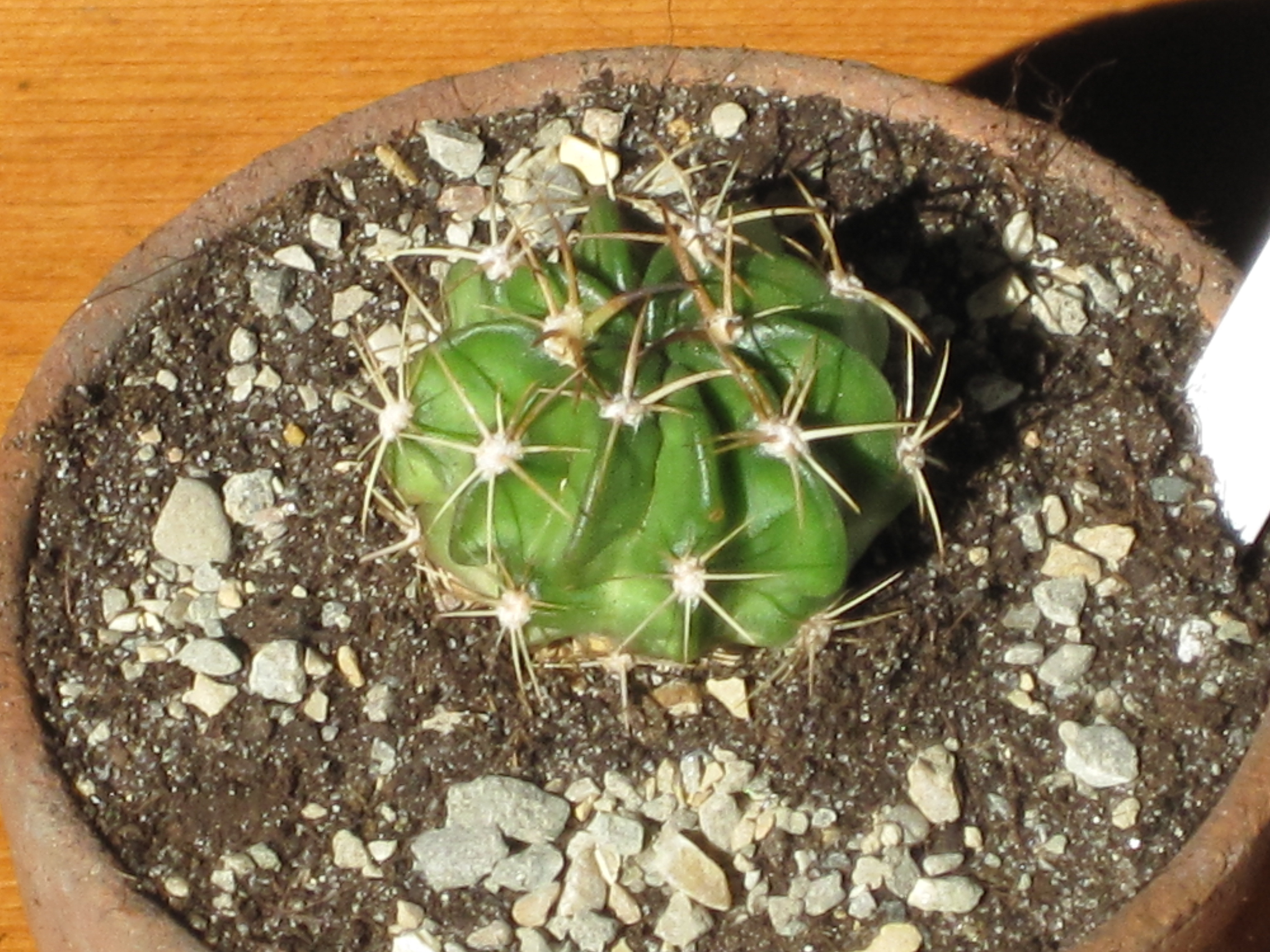
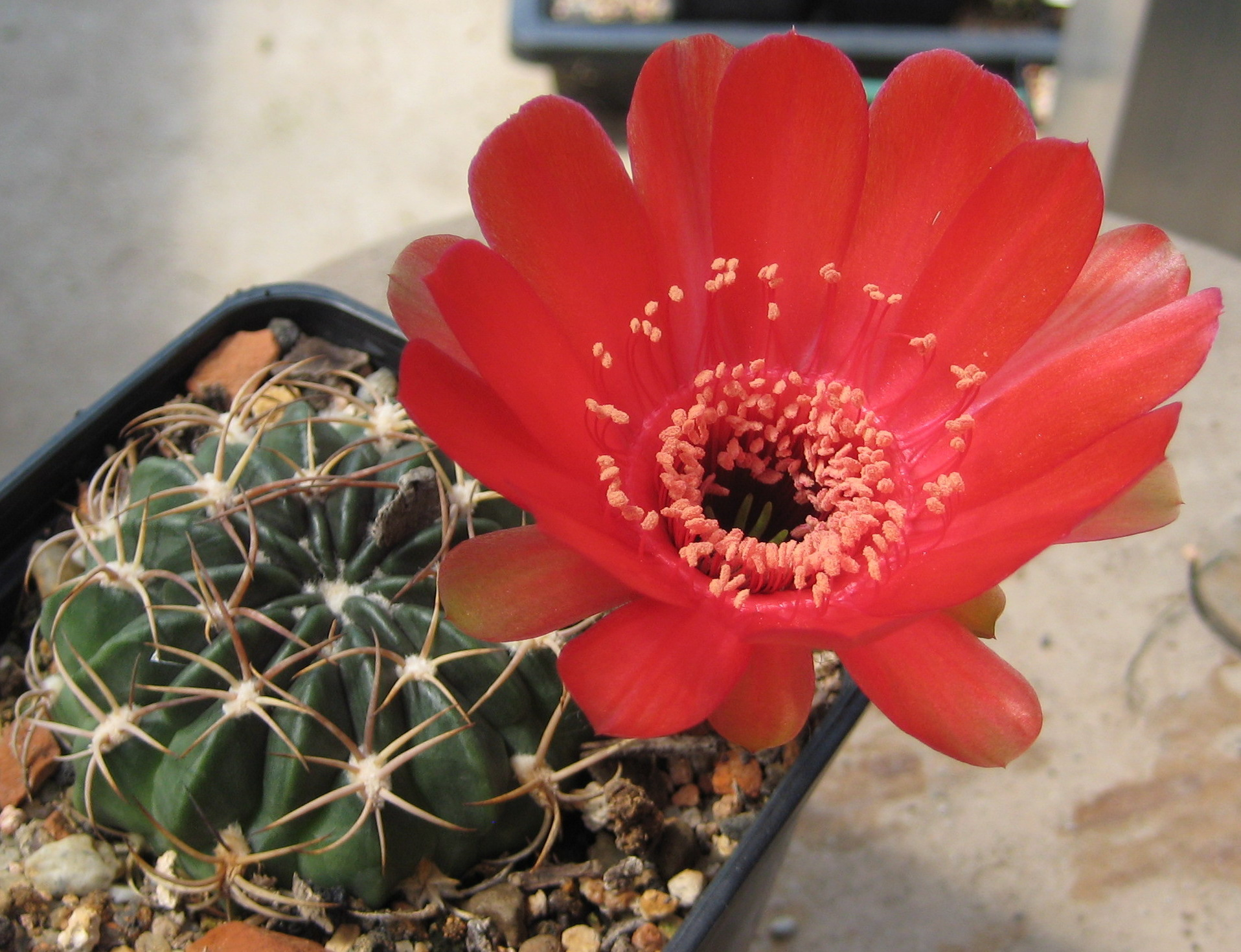
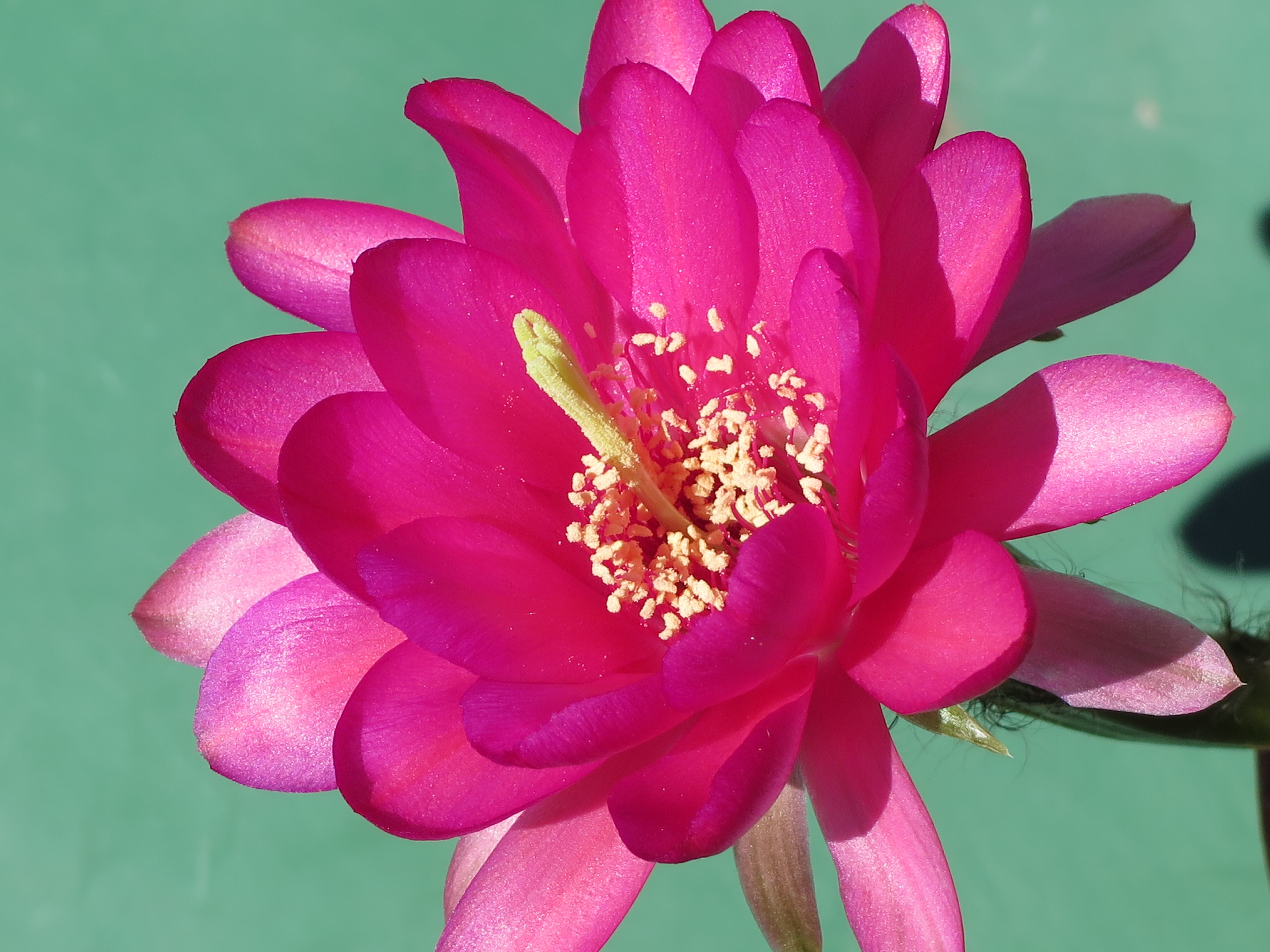